# Hôpital d'enfants Béchir-Hamza
L'hôpital d'enfants Béchir-Hamza ou hôpital d'enfants de Bab Saadoun, est un établissement de santé publique tunisien situé sur le boulevard du 9-Avril 1938 dans le quartier de Bab Saadoun à Tunis, à proximité de l'Institut Hédi-Raïs d'ophtalmologie de Tunis, de l'Institut Salah-Azaïz et du ministère de la Santé.
Cet hôpital pour enfants est baptisé en 2011 en hommage au père de la pédiatrie en Tunisie, le professeur Béchir Hamza.
Il est spécialisé en pédiatrie et chirurgie pédiatrique. En 2015, un service de réanimation chirurgicale est inauguré.